# Abraxas tenellula
Abraxas tenellula là một loài bướm đêm trong họ Geometridae.

## Hình ảnh

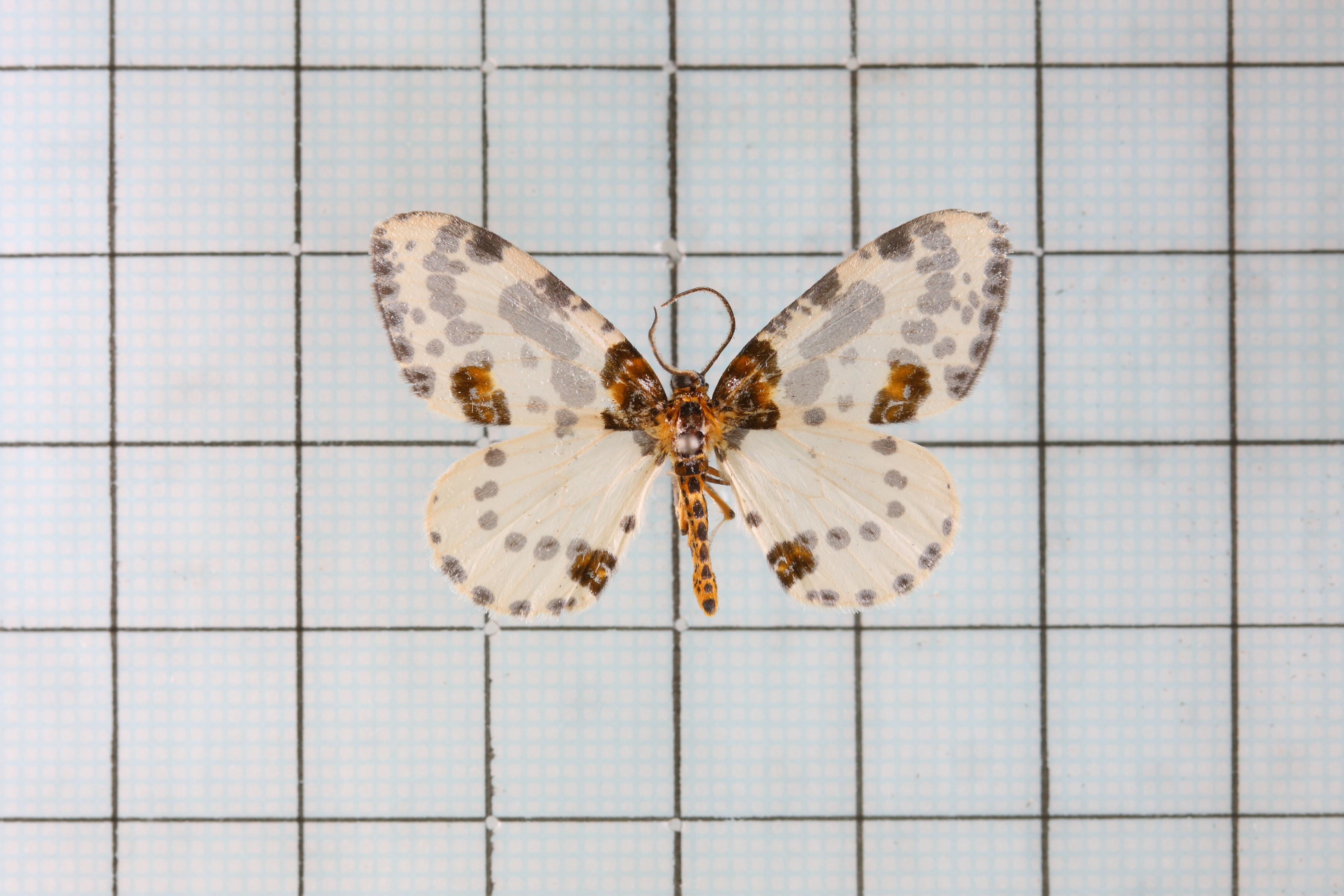
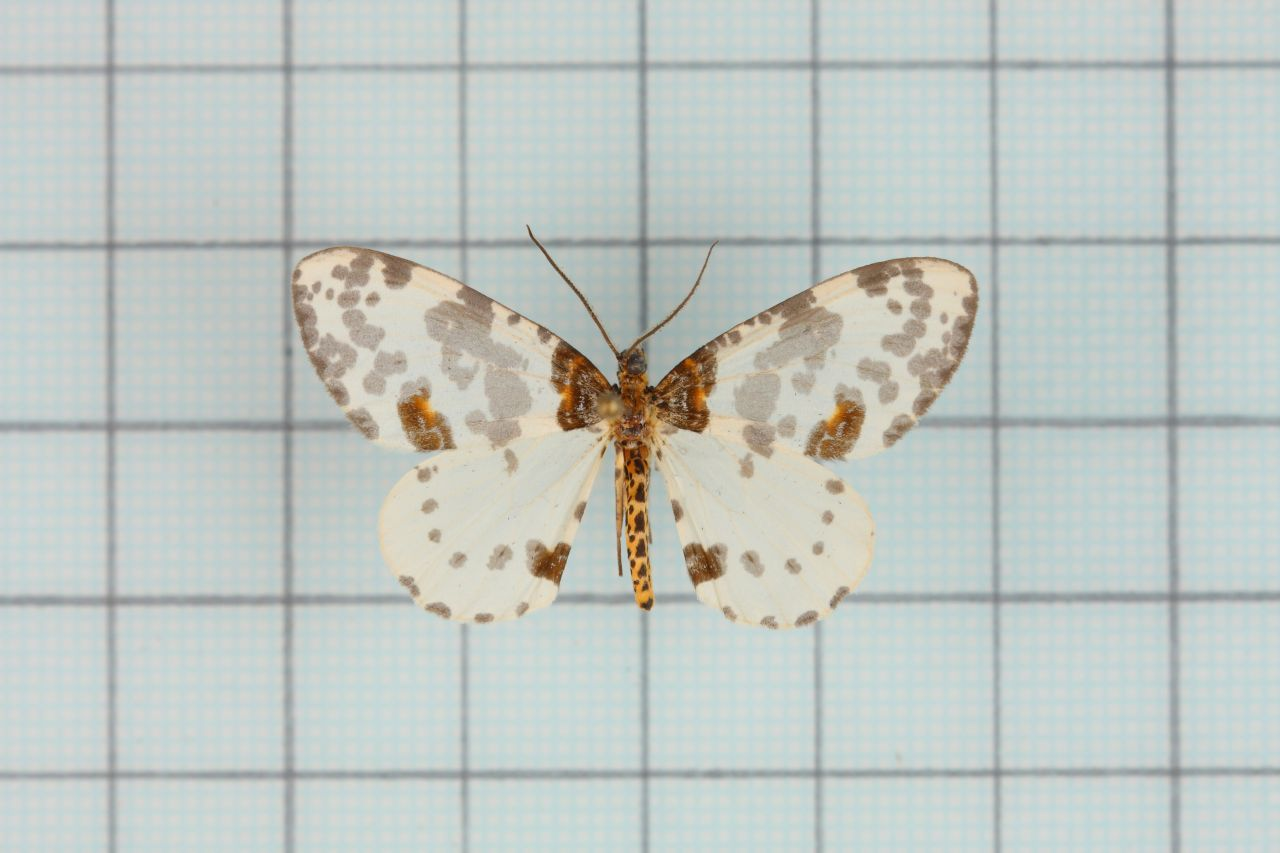
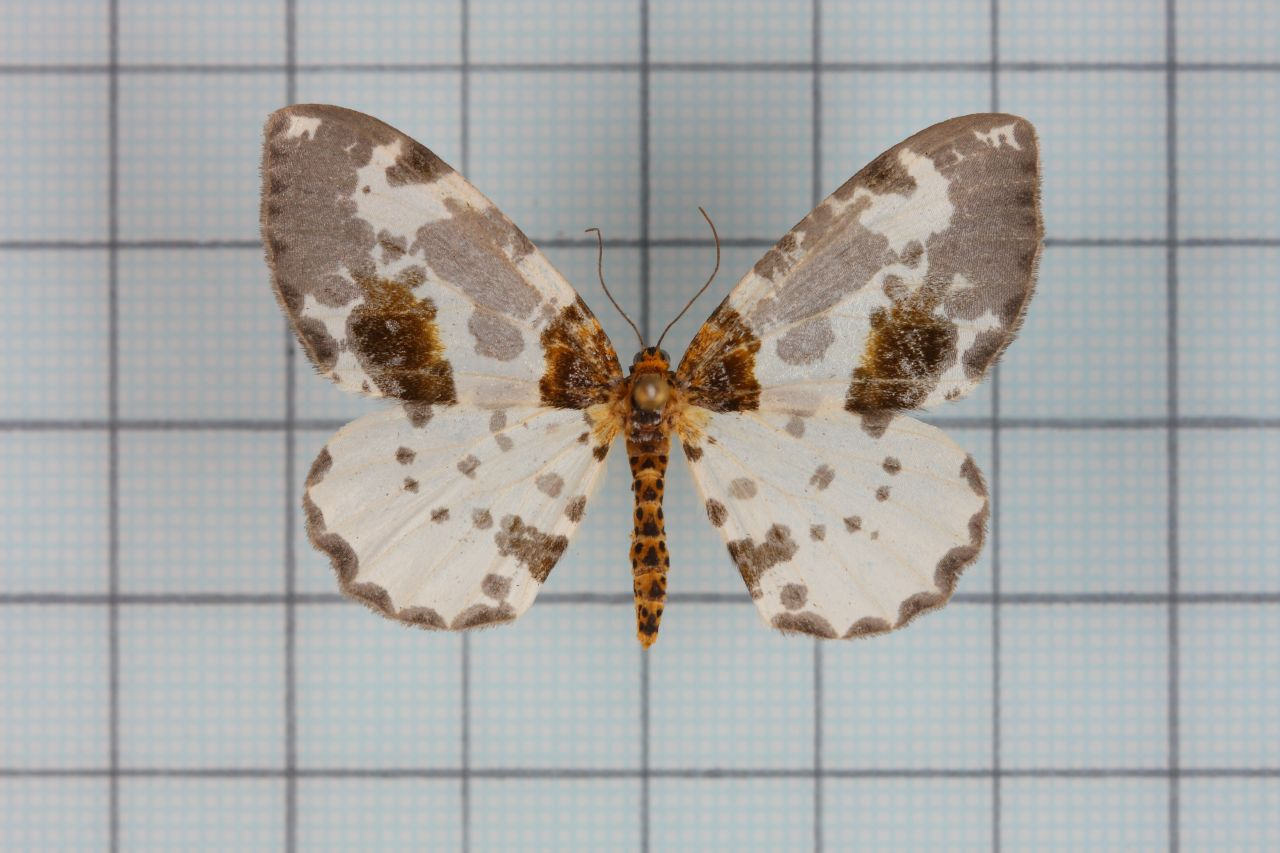